# Thalassemys
La talassemide (gen. Thalassemys) è una tartaruga estinta, vissuta nel Giurassico superiore (Kimmeridgiano - Titoniano, circa 155 – 150 milioni di anni fa) e i suoi resti fossili sono stati ritrovati in Europa.

## Descrizione
Questa tartaruga era di dimensioni medio-grandi, e il solo carapace poteva raggiungere i 70 centimetri di lunghezza. Il carapace era relativamente piatto, soprattutto rispetto a quello di altre tartarughe giurassiche come Plesiochelys, che lo avevano a forma di cupola. Thalassemys era inoltre caratterizzato dalla presenza, sul carapace e sul piastrone, di striature lineari nette, perpendicolari a gran parte delle suture delle ossa.
Vi erano inoltre piccole fontanelle costo-perifiche negli esemplari adulti, e anche fontanelle laterali sul piastrone. Rispetto ad altre tartarughe giurassiche come Idiochelys, Eurysternum e Solnhofia la taglia era più grande, le scaglie vertebrali erano più strette e la serie dei neurali era completa. Era inoltre presente una fontanella piastrale centrale, più lunga che ampia.

## Classificazione
Il genere Thalassemys venne descritto per la prima volta nel 1873 da Ruetimeyer, sulla base di fossili ritrovati in Svizzera, in terreni risalenti al Kimmeridgiano. Successivamente sono stati ritrovati altri fossili kimmeridgiani anche in Germania e in Inghilterra. I fossili più recenti (risalenti al Titoniano) sono stati ritrovati in Germania.
Al genere sono state ascritte varie specie, ma solo tre sono riconosciute valide: la specie tipo Thalassemys hugii, dall’ampia distribuzione geografica e tipica del Kimmeridgiano, T. bruntrutana (sempre del Kimmeridgiano di Svizzera e Inghilterra; Puntener et al., 2015) e T. marina, la più recente, del Titoniano tedesco (Fraas, 1903). Queste tre specie, riunite nel genere Thalassemys, costituiscono la famiglia monogenerica Thalassemydidae, che insieme alle famiglie Plesiochelyidae ed Eurysternidae costituisce un gruppo di tartarughe tipiche del Giurassico europeo dalle parentele non completamente chiare; si pensa, tuttavia, che queste forme basali siano parte del gruppo Pancryptodira, il grande gruppo di tartarughe che include gran parte delle forme attuali e numerosi gruppi fossili.

## Paleobiologia
I fossili delle specie T. hugii e T. bruntrutana, rinvenuti in Inghilterra e in Svizzera, dimostrerebbero che questi animali si muovevano lungo le coste del mare giurassico europeo; questi cheloni sono le prime tartarughe del Giurassico per cui è noto questo tipo di distribuzione (Puntener et al., 2015).